# 中川潤治

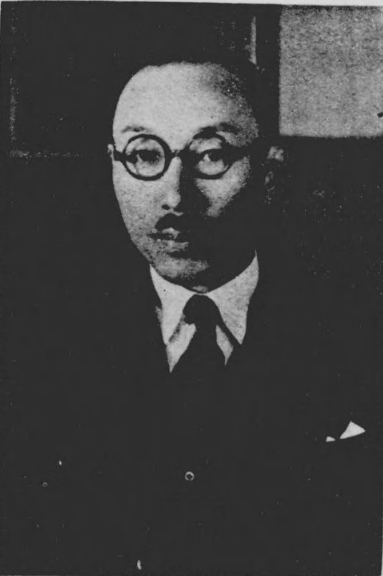
中川 潤治

中川 潤治（なかがわ じゅんじ、1898年〈明治31年〉3月12日 - 1959年〈昭和34年〉4月3日）は、昭和時代の政治家。新潟県高田市長。新潟県議会議員（1期）。

## 経歴
1923年（大正12年）3月、東京帝国大学農学部を卒業し、同年12月に帝国農会に出仕する。1931年（昭和6年）11月、同会を辞職。その間、1927年（昭和2年）2月に陸軍歩兵少尉に任官し、1931年（昭和6年）後備役に編入した。
1935年（昭和10年）12月に高田市会議員に当選し、翌年の1936年（昭和11年）11月、再選と同時に同市助役に就任。ついで1938年（昭和13年）10月、高田市長に就任した。1942年（昭和17年）に再選。1945年（昭和20年）3月、召集された。
戦後、公職追放となり、追放解除後の1952年（昭和27年）10月、教育委員選挙に立候補して当選し、委員長に就任。任期途中の1955年（昭和30年）4月、新潟県議会議員選挙に立候補して、当選した。1959年（昭和34年）4月、在職中に死去した。